# Isidore de Souza
Pour les articles homonymes, voir Souza.
Isidore de Souza, né le 4 avril 1934 à Ouidah (Dahomey AOF) et mort le 13 mars 1999 , est un prêtre catholique dahoméen/béninois, archevêque de Cotonou du 27 décembre 1990 à sa mort.

## Biographie
Isidore de Souza descend de Francisco Félix de Souza, un ancien commerçant d'esclaves vers le Brésil qui commande un fort portugais à Ouidah en 1788.
Ordonné prêtre en 1962, il poursuit des études à Rome, où il séjourne pendant tout le concile Vatican II, puis enseigne à l’Institut supérieur de culture religieuse d'Abidjan, dont il amorce la transformation en Institut catholique de l'Afrique de l'Ouest.
Outre ses fonctions d'archevêque de Cotonou, il est président du présidium de la Conférence nationale souveraine (Bénin) du 19 au 28 février 1990 au PLM Aledjo à Cotonou. Il est aussi président du Haut Conseil de la république du Bénin de 1990 à 1993 et préside la Conférence épiscopale régionale de l’Afrique de l’Ouest de 1997 à son décès,

## Hommage
Un collège est créé en son nom à Ouidah : le collège Mgr Isidore de-Souza où plusieurs jeunes sont formés de la sixième en terminale.